# Cyrtognatha aproducta
Cyrtognatha aproducta är en spindelart som beskrevs av Franganillo 1926. Cyrtognatha aproducta ingår i släktet Cyrtognatha och familjen käkspindlar.
Artens utbredningsområde är Kuba. Inga underarter finns listade i Catalogue of Life.